# Nychiodes interrupta
Nychiodes interrupta là một loài bướm đêm trong họ Geometridae.